# スコット・ノートン
スコット・ノートン（Scott "Flash" Norton、本名：Scott Michael Norton、1961年6月15日 - ）は、アメリカ合衆国のプロレスラー。ミネソタ州ミネアポリス出身。超竜の異名を持つ。主に新日本プロレスで活躍し、WCWにも参戦した。
平成に入ってからの日本マットで最も活躍した外国人レスラーのひとりであり、新日本プロレスではIWGPヘビー級王座を２度獲得している。同王座の戴冠は外国人としては３人目であった。ロード・ウォリアー・ホークは高校時代の同窓生で、エディー・シャーキーのジムでも同期であった。
マイクパフォーマンスをそれほど得意としていなかったため、どちらかといえば本国アメリカでよりも、日本で人気の高かったプロレスラーのひとりである。

## 来歴
少年時代からアームレスリングに熱中し、世界大会優勝、全米選手権3度優勝という輝かしい成績を残した。小さな大会等を合わせると、実に30もの大会を制覇してきたという。閃光のように素早く相手を片付けるところから「フラッシュ」の異名を取り、1987年にはシルベスター・スタローン主演の映画『オーバー・ザ・トップ』にも出演。またプリンスのパープル・レイン・ツアーに、ボディーガードとして同行している。その後、友人であるロード・ウォリアー・ホークに勧誘され、ブラッド・レイガンズの『レイガンズ道場』にてプロレスのトレーニングを始める。主宰であるレイガンズをはじめバーン・ガニアから手解きを受け、マサ斎藤からもレスリングを教わった。
1989年にAWAにてプロレスラーとしてデビュー。当時、新日本の渉外担当だったマサ斎藤がブラッド・レイガンズを通じてブッキングし、翌1990年に初来日。アームレスリングの活躍や映画出演などの話題性で来日前から注目度は高かった。入場曲は出演映画のテーマソングを使用した。日本初試合では、馳浩、佐々木健介のダブル攻撃を食らっても倒れず、長州力のラリアットを何度食らってもすぐにケロっと立ち上がるタフさを見せ、観客を沸かすと共に勝利も手にした。
その後も新日本に継続参戦し、トップ外人に登りつめる。1992年にはトニー・ホームと組んでIWGPタッグ王座を獲得（第20代）、翌年にもヘラクレス・ヘルナンデスとの「ジュラシック・パワーズ」で同王座に輝いている。新日本のレスラーはいつしかノートン越えがトップレスラーの証だといわれるようになった。ニックネームの「超竜」は週刊ゴングの金澤克彦が命名。初来日以前は、怪豪と呼ばれていた。
1996年よりWCWに登場し、nWoのBチームに所属。1998年には蝶野正洋が負傷で返上したIWGPヘビー級王座の王者決定戦で永田裕志を倒し、その第23代王者となった。外国人としては、ベイダー、サルマン・ハシミコフに次いで3人目の戴冠であった。2001年にも佐々木健介を破り第28代王者に返り咲いたが、直後に藤田和之に敗れてタイトルを失った。
2004年10月からはブラック・ニュー・ジャパンの一員となり、2006年3月の新日本参戦で通算100回目の来日を果たした。同年12月にはUWAI STATIONの旗揚げ戦に出場し、2007年11月にはハッスルのハッスル・マニア2007に参戦。川田利明が対戦を拒否したケロロ軍曹と試合を行い、パワースラムでフォール勝ちした。近年は体力的な問題から来日回数は減少しているが、アメリカアリゾナでワイルド・ウエスト・チャンピオンシップ・レスリング（WWCW）というインディ団体を立ち上げるなどプロモーターとしての活動も行っていた。
2008年10月にプロレス・エキスポに参戦。
2012年10月7日から開幕の全日本プロレス「40th ANNIVERSARY TOUR 2012」にて全日初参戦。
2013年12月25日　現在テキサスでベンツの会社に勤めていると、タイガー服部の週刊プロレスの連載で報じられる。
2016年3月12日、ニューヨークのローカル団体In Your Face Wrestling「Memories, Moments And Mayhem」に6人タッグマッチに出場し勝利。セコンドにはケビン・ナッシュが務めた。
2017年1月4日、新日本プロレス、東京ドーム大会に参戦。
2022年4月17日、新日本プロレス、シカゴ大会に参戦。
2022年、新日本プロレスのBULLET CLUBに加入。

## 入場テーマ曲
- 映画『オーバー・ザ・トップ』のテーマ曲
- サミー・ヘイガー（Sammy Hagar）の『Winner Takes It All』

## タイトル歴
新日本プロレス
- IWGPヘビー級王座 : 2回（第23、28代）
- IWGPタッグ王座 : 2回（第20、22代）（w / トニー・ホーム、ヘラクレス・ヘルナンデス）
- G1 TAG LEAGUE（SG TAG LEAGUE） : 1996年優勝（w / 橋本真也）、1999年優勝（w / 武藤敬司）
- 2003年度新日本プロレス外国人No1受賞

PNW（Pacific Northwest Wrestling）
- NWAパシフィック・ノースウエスト・ヘビー級王座：1回（1990年5月にオレゴン州ポートランドでブライアン・アダムスから奪取）

## 得意技
類い稀な肉体から繰り出されるパワーファイトが売り。オーソドックスな力業を好んで使用し、技数を多く使用するようなことは無かった。
超竜ボム（ノートン・ボム、ジュラシック・ボム）
腰を深く落とさない、投げ放しパワーボム。相手を持ち上げる前に人差し指を立てて両腕を広げ見得を切り、投げ捨てた後は両手を相手の胸に置いて覆いかぶさるようにフォールするのが特徴。
全盛期はサンダー・ファイヤー・パワーボムのように、肩口に持ち上げていたが徐々に通常の型へと変化していった。
パワースラム
自身の体重を浴びせるのではなく、膝をついて投げ捨てる型を使用。新日本参戦時には同じくパワースラムを得意とする佐々木健介と差別化を図るために、ノートンのものはブレス式パワースラムと呼ばれた。
超竜ボムとともにフィニッシュとしても用いられ、自身をスカウトしたマサ斎藤も引退試合の際、この技で下している。
バックフリップ
90年代半ばごろまで、パワーボム、パワースラムと並ぶ大技として使用。IWGPヘビー級王者だった橋本真也を、この技で沈めたこともある。
ジャック・ハマー
フィニッシュとして使用されたが、短期間で繋ぎ技の扱いとなった。
リバース・ショルダー・バスター
カナディアン・バックブリーカーの体勢で担ぎ上げた相手を反転させ、自身の立てた方膝に肩口をぶつける技。
ショルダー・ネックブリーカー
繋ぎ技として一時期よく使用していた。
喉輪落とし
ここ一番の大技として使用。90年代半ばごろは、稀にフィニッシュ技になることもあった。
超竜ラリアット
打ち込む前に両手を叩き合わせる仕草が特徴的。リターン・ラリアットや起き上がり小坊師式、跳躍式も使用。
フライング・ショルダーアタック
相手をロープに振って、カウンターのラリアットがかわされた後に反対側に走り込み繰り出すことが多い。
フライング・ショルダータックル、フライング・ショルダーブロックとも。
ごく稀にトップロープ上から繰り出すダイビング・ショルダータックルも使用。
ボディ・スプラッシュ
相手をコーナーに振っておいての串刺し式。軽く跳躍しながら仕掛けていた。
逆水平チョップ
ノートンのパワーファイトの基本となる技。
サミング
打撃合戦の際に相手の意表を突く形で時折使用。
シュミット式バックブリーカー
1990年代中盤まで使用していた。この技を飛び技の繋ぎ技として使う選手がいるなか、ノートンの場合単純に痛め技として使用していた。
アームホイップで投げられる
コーナーへ振られた際、串刺し状態にならず前面からコーナーポストへぶつかりつつ振り返り、相手に向かって走り込んだ勢いを逆利用され大きく投げ飛ばされる。ノートンの代表的なやられ技の一つ。

## エピソード
- 新日本プロレス側からの指示には一度たりとも逆らったことがないのが誇りだとコメントしたことがある。
- キリンビール「シャウト」のCMで、プロ野球選手役として原田芳雄と共演した。